# Dorfkirche Kösnitz

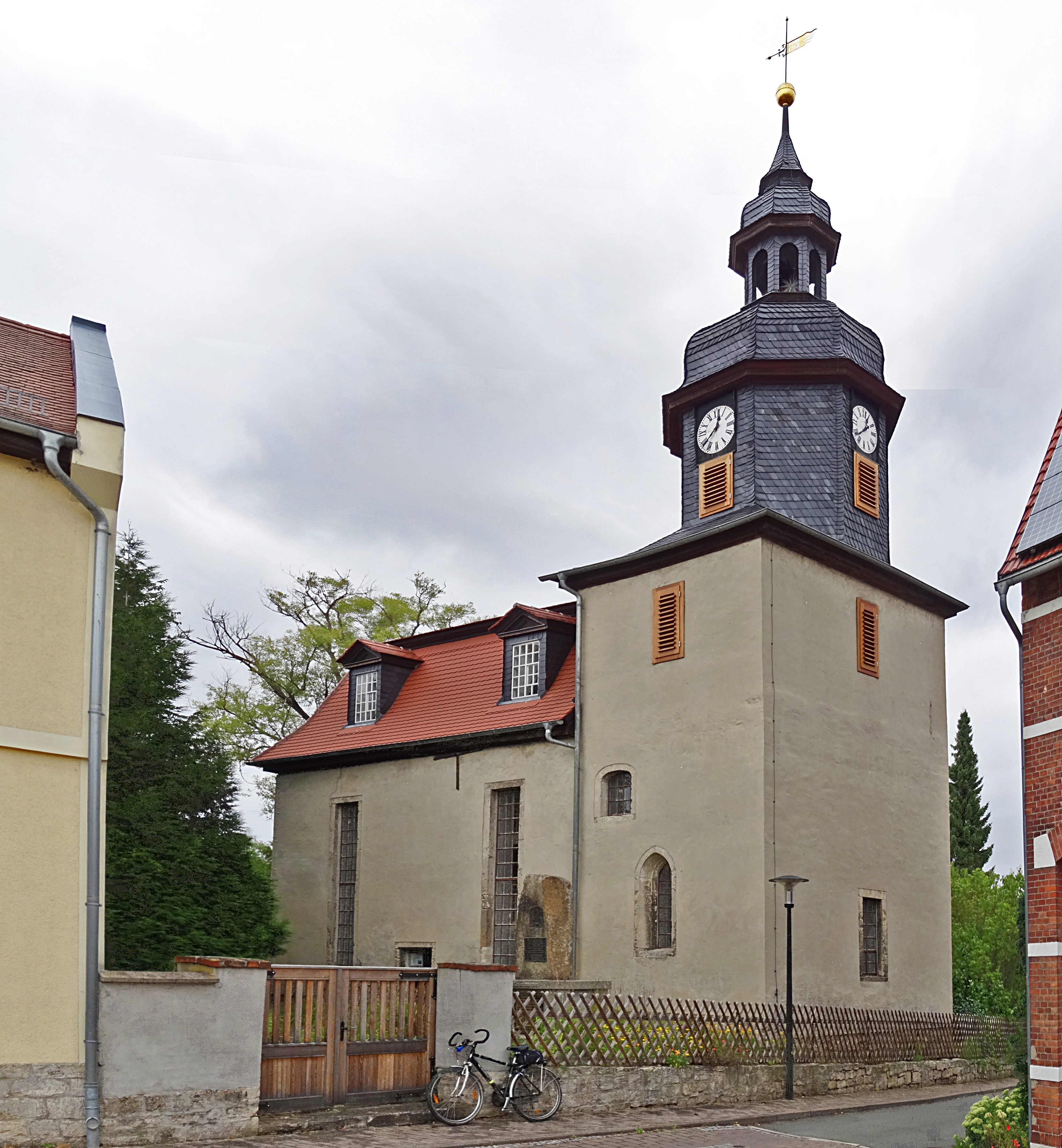
Dorfkirche Kösnitz

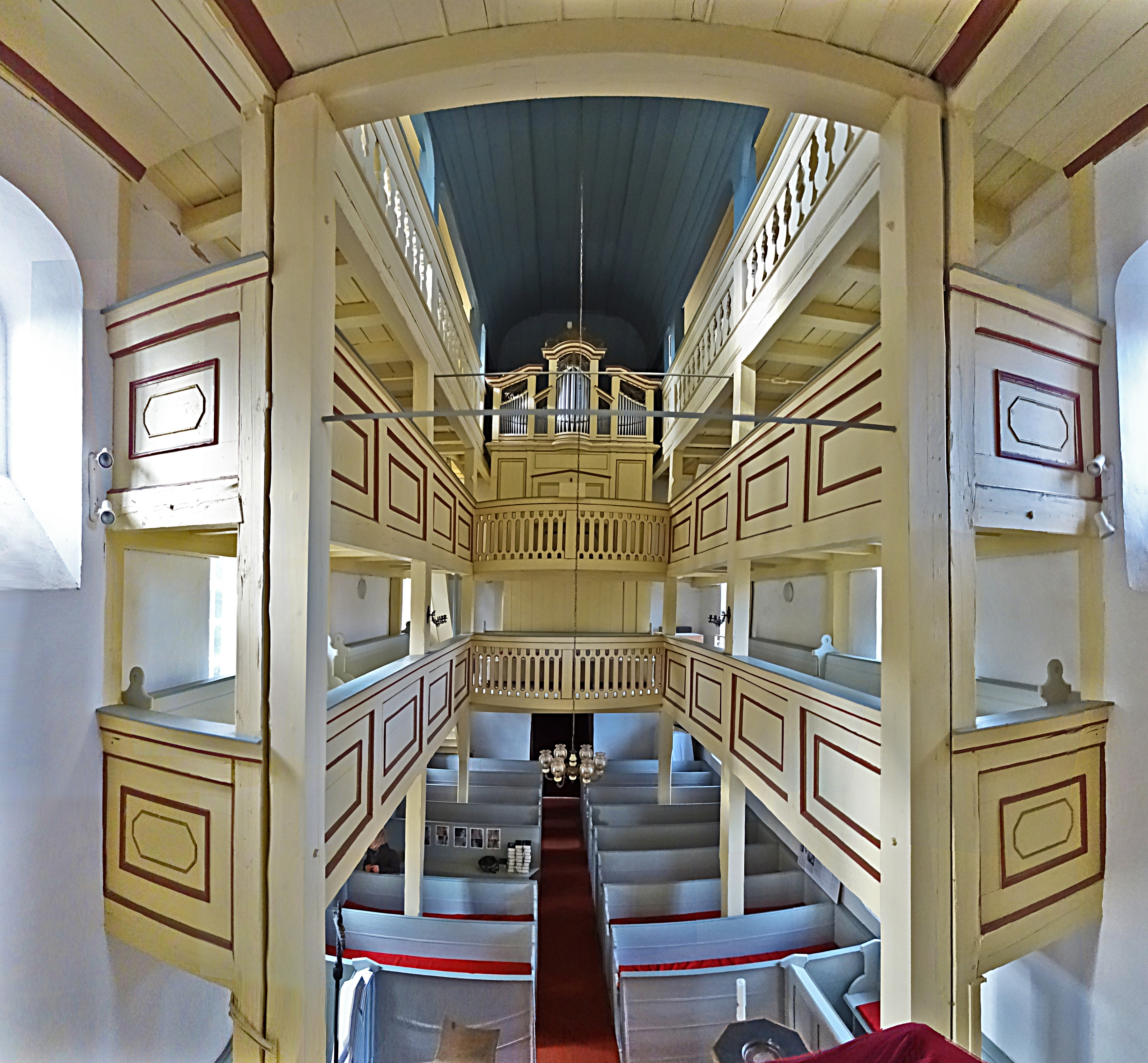
Innenansicht mit Orgel

Die evangelisch-lutherische, denkmalgeschützte Dorfkirche Kösnitz steht in Kösnitz, einem Ortsteil der Stadt und Landgemeinde Bad Sulza im Landkreis Weimarer Land in Thüringen. Die Kirchengemeinde Kösnitz gehört zum Pfarrbereich Apolda III der Kirchengemeinde Apolda im Kirchenkreis Apolda-Buttstädt der Evangelischen Kirche in Mitteldeutschland.

## Beschreibung
Die hohe, barocke Emporenhalle wurde 1715 unter Verwendung von Resten eines mittelalterlichen Vorgängerbaus errichtet, nachdem dieser von einem Brand vernichtet worden war. Dabei wurde der östliche Chor des Vorgängerbaus wiederverwendet und zum Chorturm aufgestockt. Das Kirchenschiff ist mit einem Mansarddach mit großen Dachgauben bedeckt. Auf dem verputzten unteren Geschossen des Turms sitzt ein schiefergedeckter, achteckiger Aufsatz mit einer geschweiften Haube, die von einer Laterne bekrönt wird. Ein spätgotisches spitzbogiges Maßwerkfenster an der Chorsüdseite ist jetzt ohne Maßwerk. Der hohe Innenraum hat an drei Seiten Emporen, die zwei- bzw. dreigeschossig sind. Das Mittelschiff ist mit einem hölzernen Muldengewölbe überspannt, die Seitenschiffe sind flachgedeckt. Im niedrigen Chorbereich befindet sich der Kanzelaltar aus dem frühen 18. Jahrhundert. Auf der leicht ausschwingenden Westempore steht die Orgel. Sie hat 14 Register, verteilt auf 2 Manuale und Pedal, und wurde 1818 von Johann Christian Adam Gerhard gebaut und 2005 von Hans-Jürgen Vogel restauriert.